# Hypnotize (canción de The Notorious B.I.G.)
«Hypnotize» es una canción interpretada por el rapero estadounidense The Notorious B.I.G.. Fue publicado el 1 de mayo de 1997 como el sencillo principal de su segundo y último álbum de estudio, Life After Death. La última canción lanzada antes de su muerte en un tiroteo desde un vehículo en marcha una semana después, fue la quinta canción de un artista acreditado en alcanzar el puesto número uno póstumamente, y la primera desde «(Just Like) Starting Over» de John Lennon en 1980.

## Video musical
El videoclip fue lanzado en marzo de 1997. Fue filmado en California, Estados Unidos. Dirigido por Paul Hunter, el video comienza con el subtítulo: “Florida Keys – 5:47 pm”, con B.I.G. y Puff Daddy pasando el rato en un yate Tempest de 60 pies con algunas mujeres cuando un grupo de helicópteros interrumpen su fiesta e intentan capturarlos. Luego pasa a B.I.G. y Puff Daddy en un estacionamiento subterráneo, donde ven un Hummer negro y un grupo de hombres vestidos de negro en motocicletas (posiblemente policías). Intentan escapar de ellos conduciendo su descapotable en reversa mientras estás en las calles. El video pasa a una fiesta en la piscina que se desarrolla bajo el agua, donde se puede ver a modelos en trajes de baño sacudiendo sus cuerpos a través de las ventanas, y termina con B.I.G. y Puff Daddy escapando de los helicópteros. A lo largo del video se intercalan escenas de B.I.G. y Puff Daddy detrás de un fondo sepia con algunas bailarinas vestidas con bikinis de cuero y B.I.G. bailando detrás de un fondo negro, mientras que partes del coro se subtitulan a continuación.

## Recepción de la crítica
Un escritor no especificado de la revista Billboard escribió: “Biggie no hace nuevos golpes aquí, confiando en los mismos flujos y alardes líricos que hicieron de su último álbum un top-chart. Aunque los oyentes ya están atrapados en este corte, el elemento hipnótico se basa en el sample de la canción, [y] no en el aclamado magnetismo de Biggie”. Kris Ex de Pitchfork comentó: “Big era un maestro del flow, sonaba sin forzar ni elaborar sobre un grupo de prístinos, pulsos maximalistas de hi-fidelity que parecían siempre inclinarse ante su intención”. Dean Van Nguyen de Consequence of Sound lo llamó “un sencillo de rap que hace temblar rascacielos”. En una revisión retrospectiva de su columna The Number Ones, el escritor de Stereogum, Tom Breihan, le dio una calificación perfecta de 10/10 y la describió como “una de las mejores canciones de fiesta de todos los tiempos”. «Hypnotize» fue calificada como “descomunal” por la revista CMJ New Music Monthly. Martin E. Connor, en su libro The Musical Artistry of Rap de 2018, la describió como “la rara canción que es tanto una obra maestra como un smash hit”.

### Clasificaciones
«Hypnotize» en el número 12 en la encuesta anual de críticos Pazz & Jop de The Village Voice, superando a los favoritos de críticos tan notables como «Wannabe» de Spice Girls y «Firestarter de The Prodigy. Consequence of Sound colocó «Hypnotize» en el puesto número 4 en su lista de “las 50 mejores canciones de 1997”, mientras que Slant Magazine la posicionó en el número 75 en su lista de “los 100 mejores sencillos de la década de 1990”. Billboard y The Guardian clasificaron la canción número 2 en sus listas de las mejores canciones de Notorious B.I.G. En 2017, «Hypnotize» ocupó el puesto número 30 en la lista de las “100 mejores canciones de hip-hop de todos los tiempos” de la revista Rolling Stone.

## Rendimiento comercial
«Hypnotize» fue publicado el 1 de marzo de 1997 por Bad Boy/Arista Records como el sencillo principal de su segundo y último álbum de estudio, Life After Death. Debutó en la lista Hot 100 Singles de la revista Billboard el 26 de abril de 1997 en el número 2, alcanzando el puesto número 1 la semana siguiente. También se ubicó en la lista Hot R&B Singles, donde debutó en la posición número 1. A nivel internacional, el sencillo se ubicó más abajo: en Nueva Zelanda, alcanzó el puesto número quince en las listas. En Austria y Suecia, el sencillo alcanzó los puestos número veintisiete y veintinueve, respectivamente. Cuando «Hypnotize» alcanzó el número uno, convirtió a The Notorious B.I.G. en el quinto artista en la historia de Hot 100 Singles en tener un primer puesto póstumo en la lista.

## Galardones
| Año  | Premio         | Categoría                        | Resultado | Ref.   |
| ---- | -------------- | -------------------------------- | --------- | ------ |
| 1997 | Premios Grammy | Mejor Interpretación Rap Solista | Nominado  | [ 23 ] |

## Posicionamiento

### Gráfica semanal
| Gráfica (1997)                                   | Pico de posición |
| ------------------------------------------------ | ---------------- |
| Alemania (Official German Charts)                | 15               |
| Australia (ARIA Top 100 Singles)                 | 63               |
| Austria (Ö3 Austria Top 40)                      | 27               |
| Canadá (Billboard Canadian Digital Song Sales)   | 3                |
| Canadá (RPM Top Dance/Urban)                     | 1                |
| Escocia (Scottish Singles Chart)                 | 41               |
| Estados Unidos (Billboard Hot 100)               | 1                |
| Estados Unidos (Billboard Hot R&B/Hip-Hop Songs) | 1                |
| Estados Unidos (Billboard Hot Rap Songs)         | 1                |
| Estados Unidos (Billboard Rhythmic Airplay)      | 3                |
| Europa (European Hot 100 Singles)                | 67               |
| Islandia (Íslenski Listinn Topp 40)              | 8                |
| Nueva Zelanda (Recorded Music NZ)                | 15               |
| Países Bajos (Nederlandse Top 40)                | 23               |
| Países Bajos (Single Top 100)                    | 16               |
| Reino Unido (UK Singles Chart)                   | 10               |
| Reino Unido (UK Dance Singles Chart)             | 3                |
| Reino Unido (UK Hip Hop and R&B Singles Chart)   | 4                |
| Suecia (Sverigetopplistan)                       | 29               |

### Gráficos de fin de año
| Gráfica (1997)                                   | Pico de posición |
| ------------------------------------------------ | ---------------- |
| Alemania (Official German Charts)                | 87               |
| Canadá (RPM Top Dance/Urban)                     | 11               |
| Estados Unidos (Billboard Hot 100)               | 25               |
| Estados Unidos (Billboard Hot R&B/Hip-Hop Songs) | 24               |
| Islandia (Íslenski Listinn Topp 40)              | 41               |
| Países Bajos (Single Top 100)                    | 74               |

### Gráficos de fin de década
| Gráfica (1990–1999)                | Pico de posición |
| ---------------------------------- | ---------------- |
| Estados Unidos (Billboard Hot 100) | 88               |

## Certificaciones y ventas
| País                     | Certificación | Ventas    |
| ------------------------ | ------------- | --------- |
| Dinamarca (IFPI Danmark) | Oro           | 45,000    |
| Estados Unidos (RIAA)    | Platino       | 1,200,000 |
| Italia (FIMI)            | Oro           | 35,000    |
| Reino Unido (BPI)        | 2× Platino    | 1,200,000 |